# Арахата, Кансон
Кансон Арахата (яп. 荒畑 寒村 Arahata Kanson), настоящее имя Кадзудзё Арахата (яп. 荒畑 勝三 Arahata Katsuzō, 14 августа 1887 — 6 марта 1981) — деятель японского рабочего движения, политик и автор, участвовавший во многих левых движениях своего времени. Начинал как социалист, стал анархо-синдикалистом, затем коммунистом, и в итоге заседал в парламенте Японии от послевоенной Социалистической партии Японии.

## Биография
Он родился в Иокогаме, принял христианство, работал на фабрике и был вовлечён в рабочее движение. Работая в Военно-морском арсенале в Йокосуке, он под влиянием антивоенных произведений Тосихико Сакаи и Котоку Сюсюя пришёл к социализму. Вступил в социалистическую ассоциацию Хэйминься (平民 社) в 1904 году и написал своё первое сочинение «История вымирания деревни Янака», основанное на инциденте на медном руднике Асио. В христианско-социалистическом движении за мир встретил Сугу Канно, ставшую его супругой.
Был среди арестованных во время инцидента с красным флагом 1908 года, признан виновным на судебном процессе и приговорён к тюремному заключению сроком на год. Его жена Суга завела роман с Котоку и подала на развод, что после освобождения привело Арахату в ярость: он пытался достать оружие и отомстить им, но в итоге решил застрелить премьер-министра Кацуру, однако ничего у него не получилось. Отдаление от прежних товарищей вокруг Котоку в итоге уберегло его, когда те были казнены по планировании покушения на императора.
С 1912 года Арахата с Сакаэ Осуги публиковали «Киндай Сисо» (近代思想 «Современная мысль»), однако между ними росли противоречия: первый склонялся к марксизму, второй — к синдикализму. Арахата продолжил свою профсоюзную деятельность, участвовал в создании Союза социалистов Японии в 1920 году и первой Коммунистической партии Японии в 1922 году, войдя в первый состав её Центрального комитета.
Однако он был арестован вместе с Тосихико Сакаи в первом деле коммунистической партии 1923 года, а в 1924 году было принято решение о роспуске компартии, преодолев возражение Арахаты, оказавшегося практически в одиночестве по этому вопросу. Он пытался восстановить партию, но оргбюро подпало под влияние Кадзуо Фукумото, и Арахата начал отходить от этой деятельности. Впрочем, он участвовал в издании журнала «Роно» — «Рабочий и крестьянин».
Как один из лидеров Японской пролетарской партии и антифашистского движения оказался в числе более 400 человек, арестованных в результате «инцидента с Народным фронтом» в 1937 году, и находился в тюрьме до конца Второй мировой войны.
После войны он участвовал в создании СПЯ и был членом Центрального исполнительного комитета Социалистической партии Японии с 1946 по 1948 год. В 1946—1949 годах он был членом Палаты представителей в течение двух сроков (избран в 4-м округе Токио), но покинул СПЯ в 1948 году в знак протеста против её соглашательства с буржуазными силами. С единомышленниками они создали Союз ортодоксальных членов СПЯ (Сэйтоха), положивший основу Рабоче-крестьянской партии.
Он также был председателем профсоюза металлистов Канто.